# Espolla (Huesca)
Espolla es una masía española perteneciente al término municipal de Bonansa, en la Ribagorza, provincia de Huesca, Aragón.
Tiene acceso por una pista sin asfaltar tanto desde Cirés como desde Bonansa.

## Historia
La primera cita documental del núcleo es en el 956 cuando aparece citado como Expellere en una mención al actualmente sumergido monasterio de Santa Maria de Lavaix mientras que el cartulario de Alaón también menciona el lugar de Espeldare e 979.
En el 1930 aparecía con 15 habitantes y actualmente es parte de una propiedad privada y tiene uso de carácter agropecuario.

## Patrimonio
- Iglesia de San Miguel, construida en el siglo XI en estilo románico, solo quedan en pie parte del miro sur y un fragmento del ábside semicircular del mismo lado, donde se puede observar una aspillera con derrame interior. Se trata de un templo de grandes dimensiones para dos casas que es lo que componía el pueblo por lo que es posible que fuera el templo parroquial de algún despoblado medieval ya desaparecido.[3]